# Dommerkorn
Dommerkorn er en afgift i form naturalier, som bidrager til aflønning af herredsfogeder og birkedommere.
I ældre tid, da dommerstanden her i landet overvejende lønnedes gennem uvisse indkomster, oppebar dommerne (og skriverne) i herrederne og birkerne visse årlige naturalier af bønderne, som oftest i korn, dog undertiden også i varer af anden art, såsom mælk eller ost. Disse ydelser, der almindelighed benævntes dommerkorn (respektive skriverkorn) eller fogedskæppen, var af meget gammel oprindelse og beroede i den ældste tid væsentlig på stedlige sædvaner, men blev senere reguleret ved lov. Præstationerne blev i løbet af 18. århundrede for mange embeders vedkommende afløste af en årlig pengesum og afskaffedes helt ved skattereformen af 20. juni 1850.